# Circolo Eridano

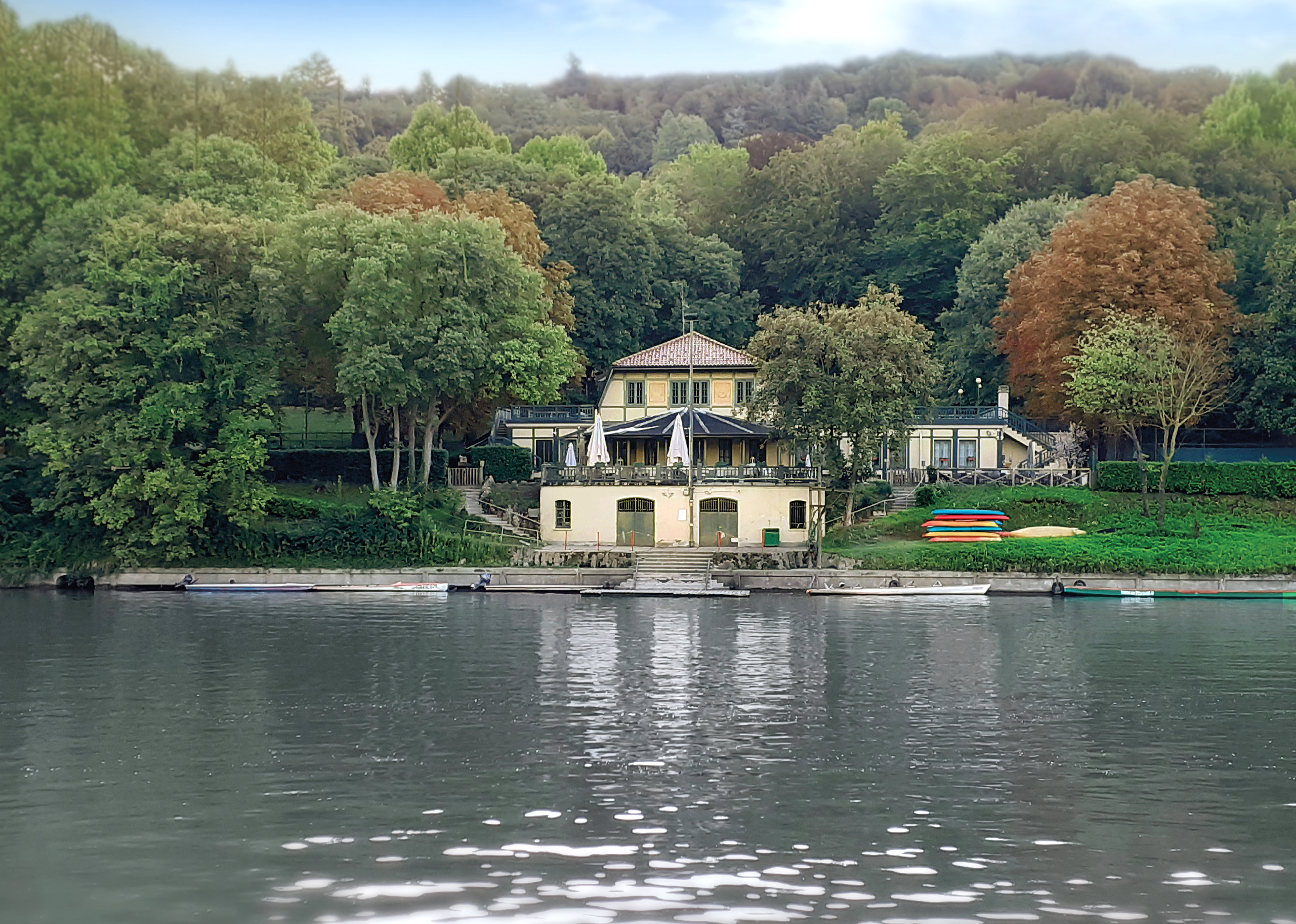
Il Circolo Eridano dal fiume Po

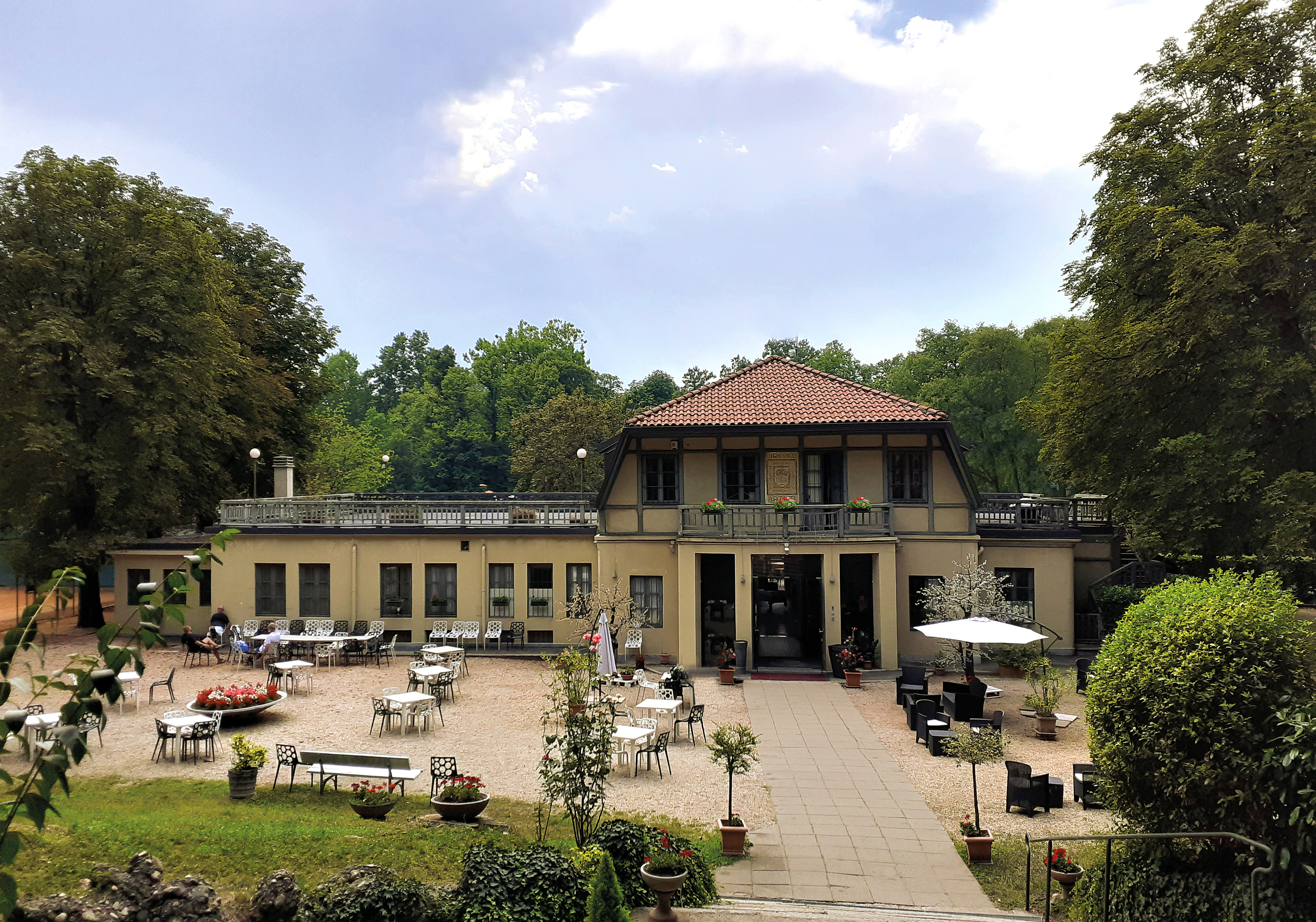
Il Circolo Eridano dall'ingresso su corso Moncalieri

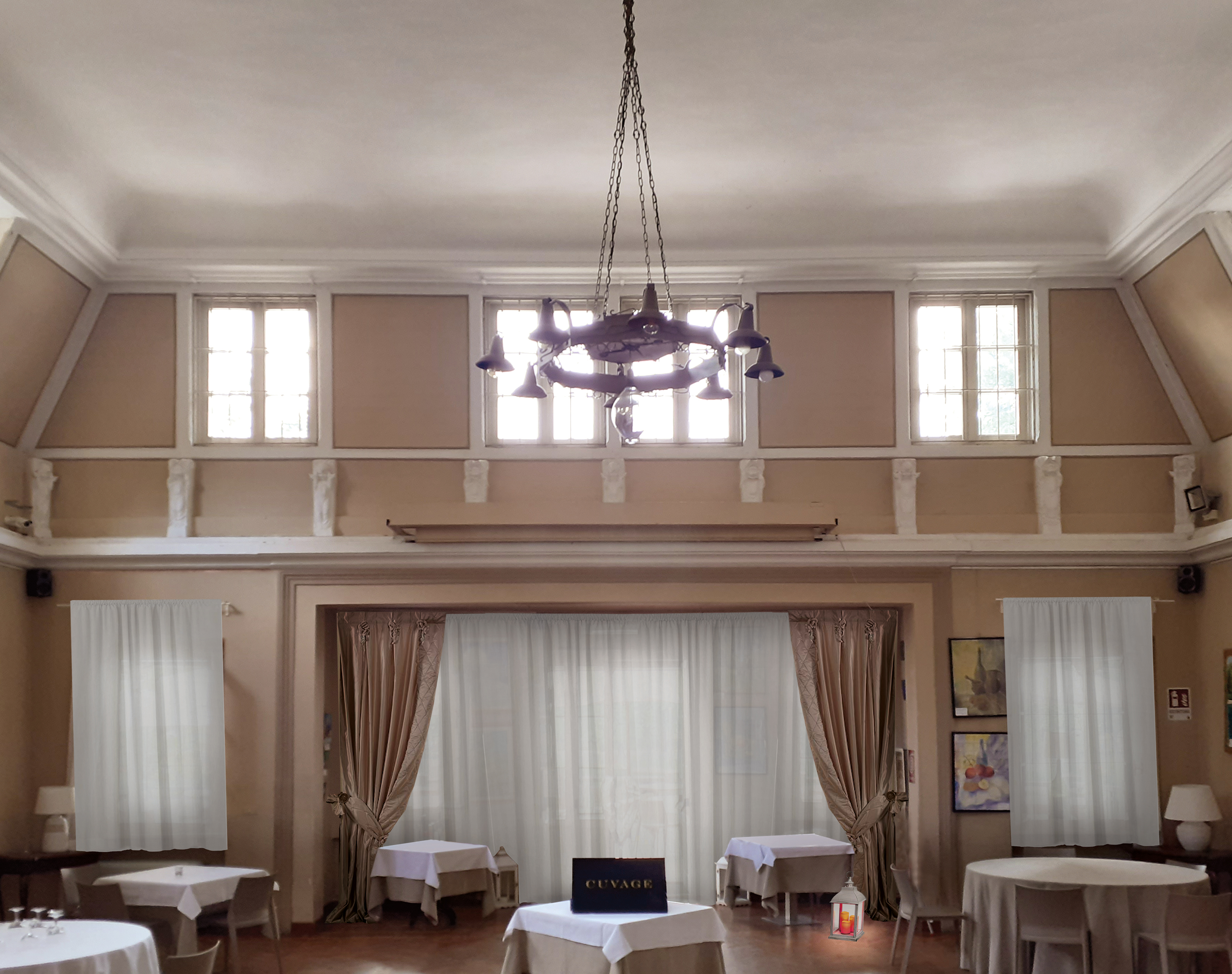
Il salone interno

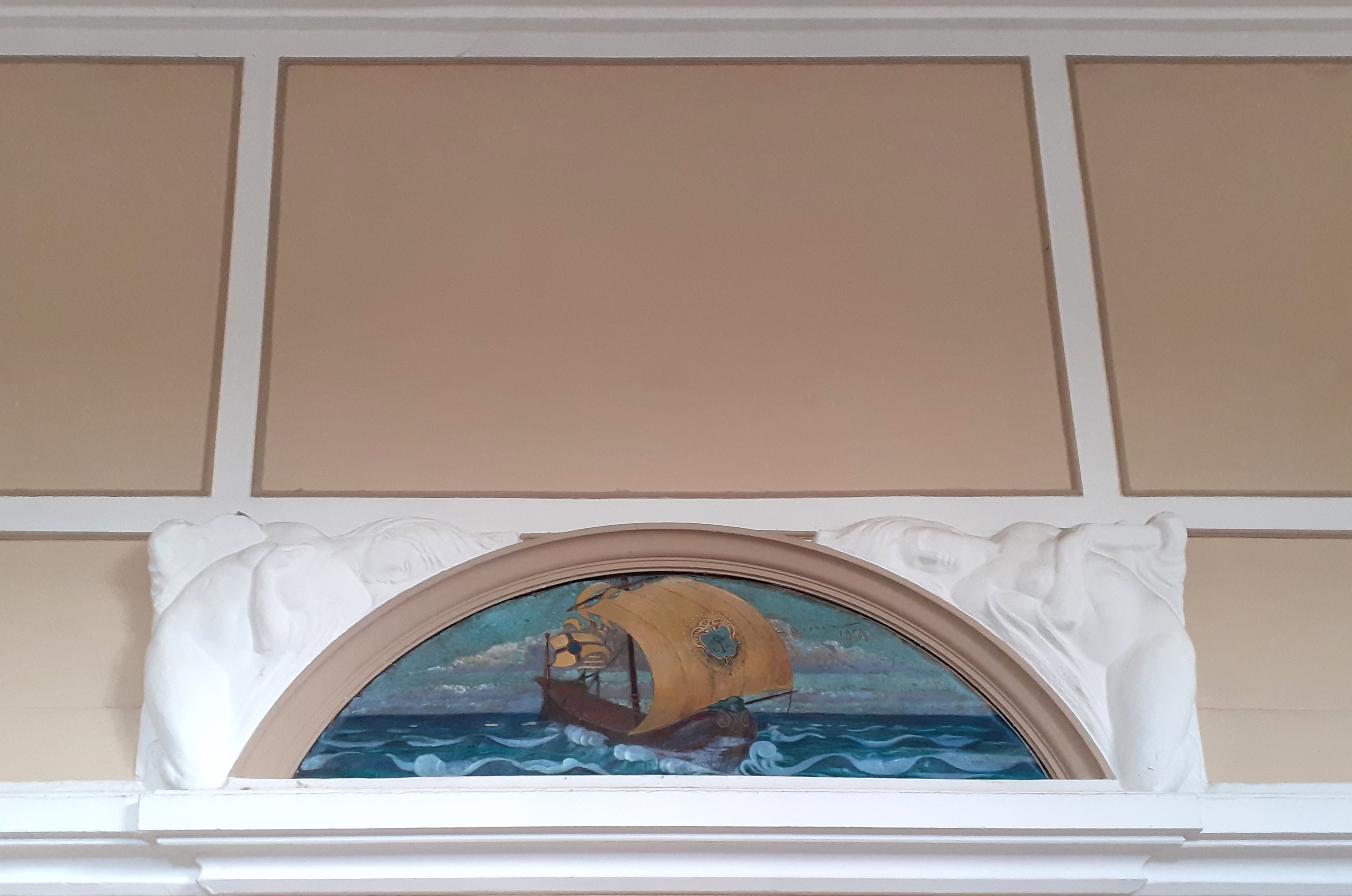
Un dettaglio del dipinto di Giuseppe Bozzalla

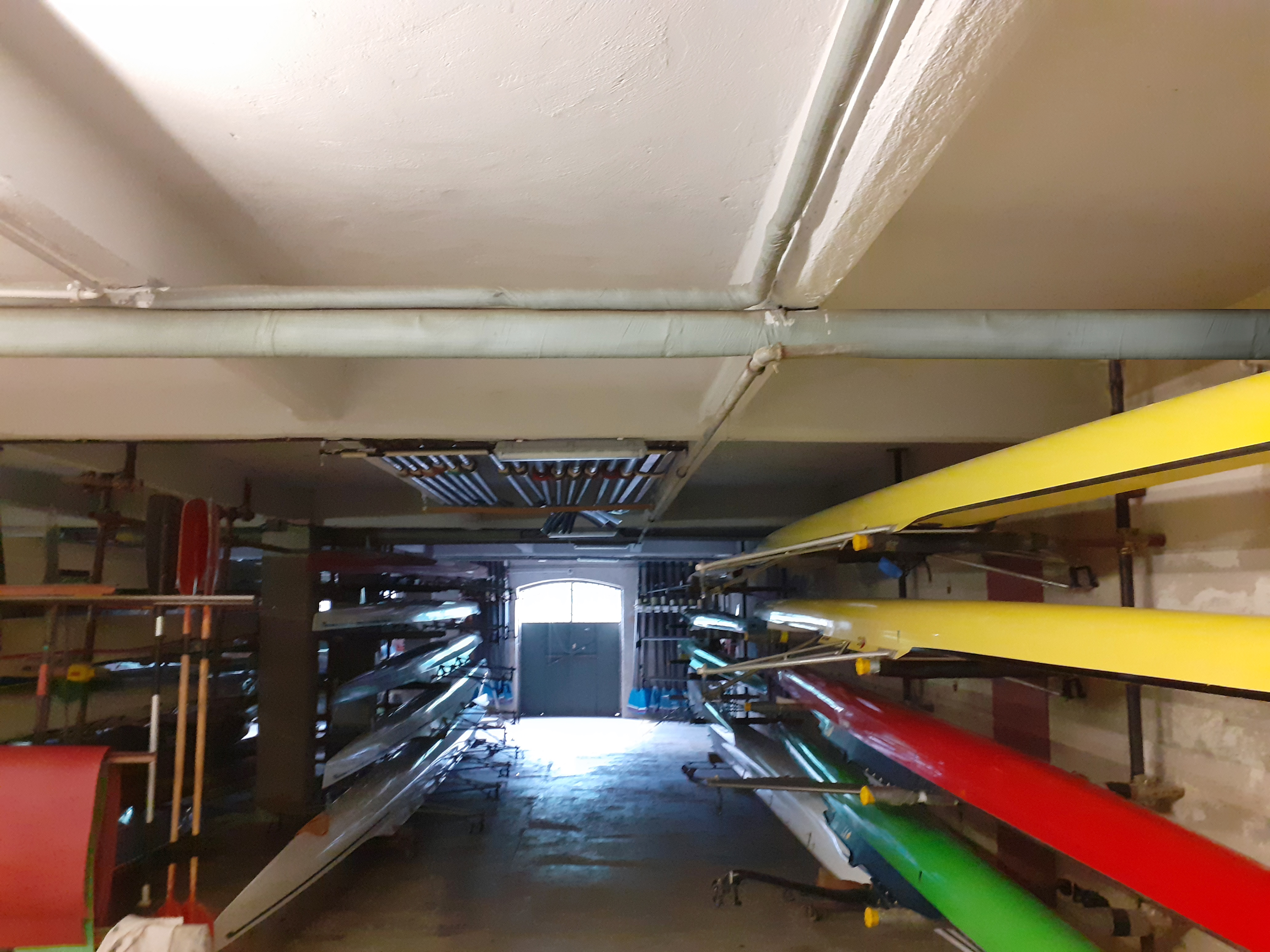
Una porzione dell'hangar interno

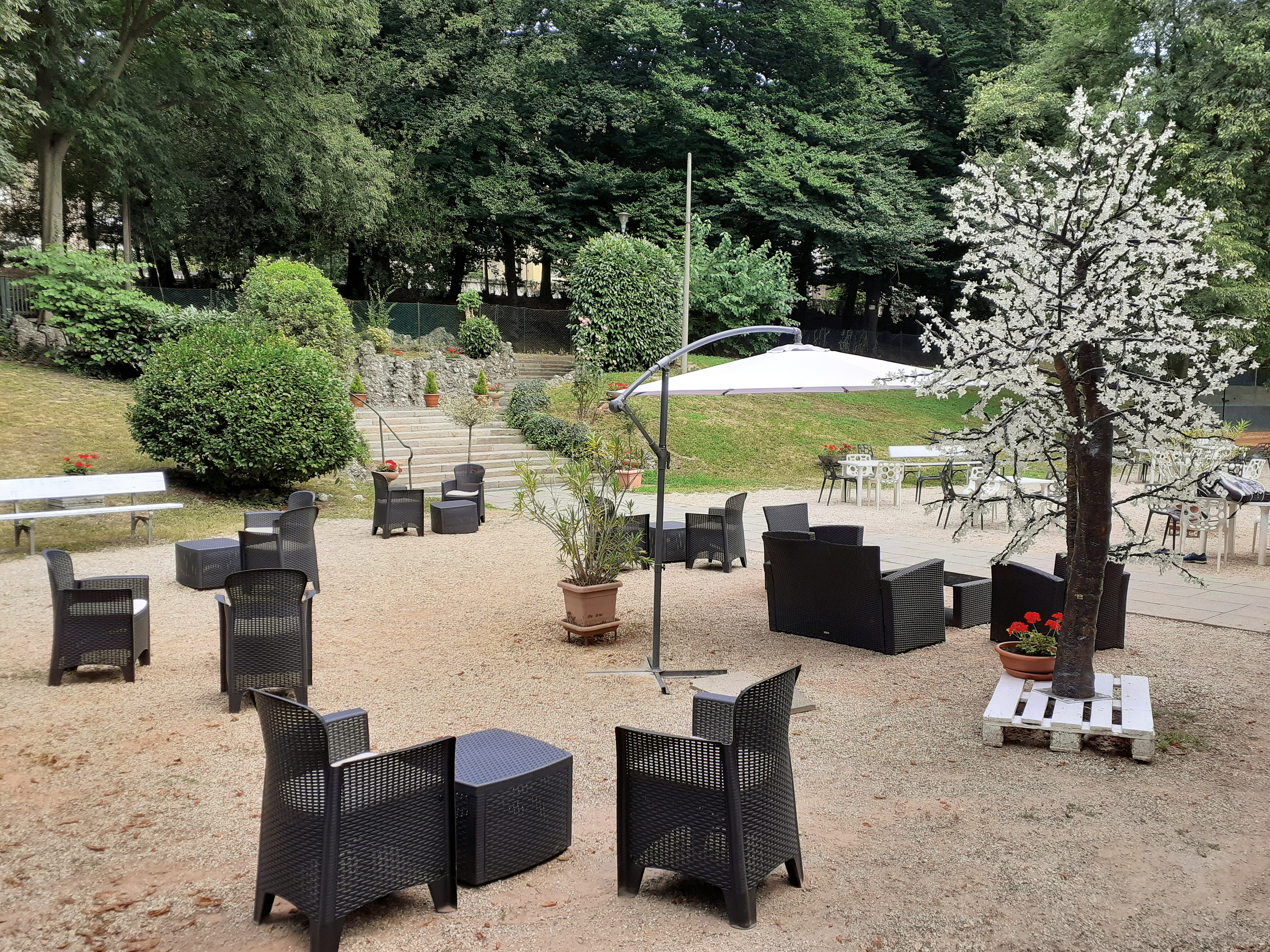
Il dehor esterno

Il Circolo Eridano è uno dei più antichi club remieri d'Italia.
La sua sede si trova a Torino, sulla sponda destra del fiume Po, nell'area precollinare compresa tra il ponte Umberto I e il ponte Principessa Isabella. La sua attività sportiva e ricreativa si svolge ininterrottamente dal 1864, anno della sua fondazione. Dal 1896 ha stretto un sodalizio con il Circolo degli Artisti di Torino.

## Storia

### Le origini
Il Circolo Eridano è uno dei circoli sportivi remieri più antichi d'Italia e il secondo a Torino, dopo la Reale Società Canottieri Cerea, unitamente alla quale ha fondato la Federazione Italiana Canottaggio nel 1888.
Il suo nome è un omaggio all'antico appellativo del fiume Po e la sua fondazione ebbe origine in concomitanza della risistemazione del Parco del Valentino, che ebbe inizio nel 1863 su progetto del sindaco di Torino Ernesto Balbo Bertone di Sambuy. La sua prima sede, infatti, vide la sua originaria collocazione nel 1864 proprio sulla sponda fluviale opposta, quella sinistra del Po, a poca distanza dal Castello del Valentino e accanto alla storica sede della Reale Società Canottieri Cerea.
Il 16 luglio 1865 il Circolo Eridano, insieme alla Reale Società Canottieri Cerea, organizzò la prima regata competitiva sul Po. L'evento radunò un folto pubblico e portò alla ribalta per la prima volta in città la nuova pratica sportiva del canottaggio.
Nel 1868 il Circolo Eridano ottenne l'autorizzazione per dotarsi di una sede più grande e prestigiosa, progettata dall'ingegnere capo dell'ufficio tecnico di Torino Edoardo Pecco, che ideò una singolare struttura ottagonale a pagoda in larice rosso e vetro affacciata sul fiume, caratterizzata da un elegante portico perimetrale con colonne binate che, oltre a ospitare le attività sportive e la pratica remiera, venne regolarmente utilizzata anche come sede di alcune prime attività conviviali e ricreative.
Nel luglio dello stesso anno il Circolo Eridano organizzò un'iniziativa di grande rilievo, alla quale parteciparono tutti i circoli remieri torinesi, ovvero la prima regata Torino-Venezia.

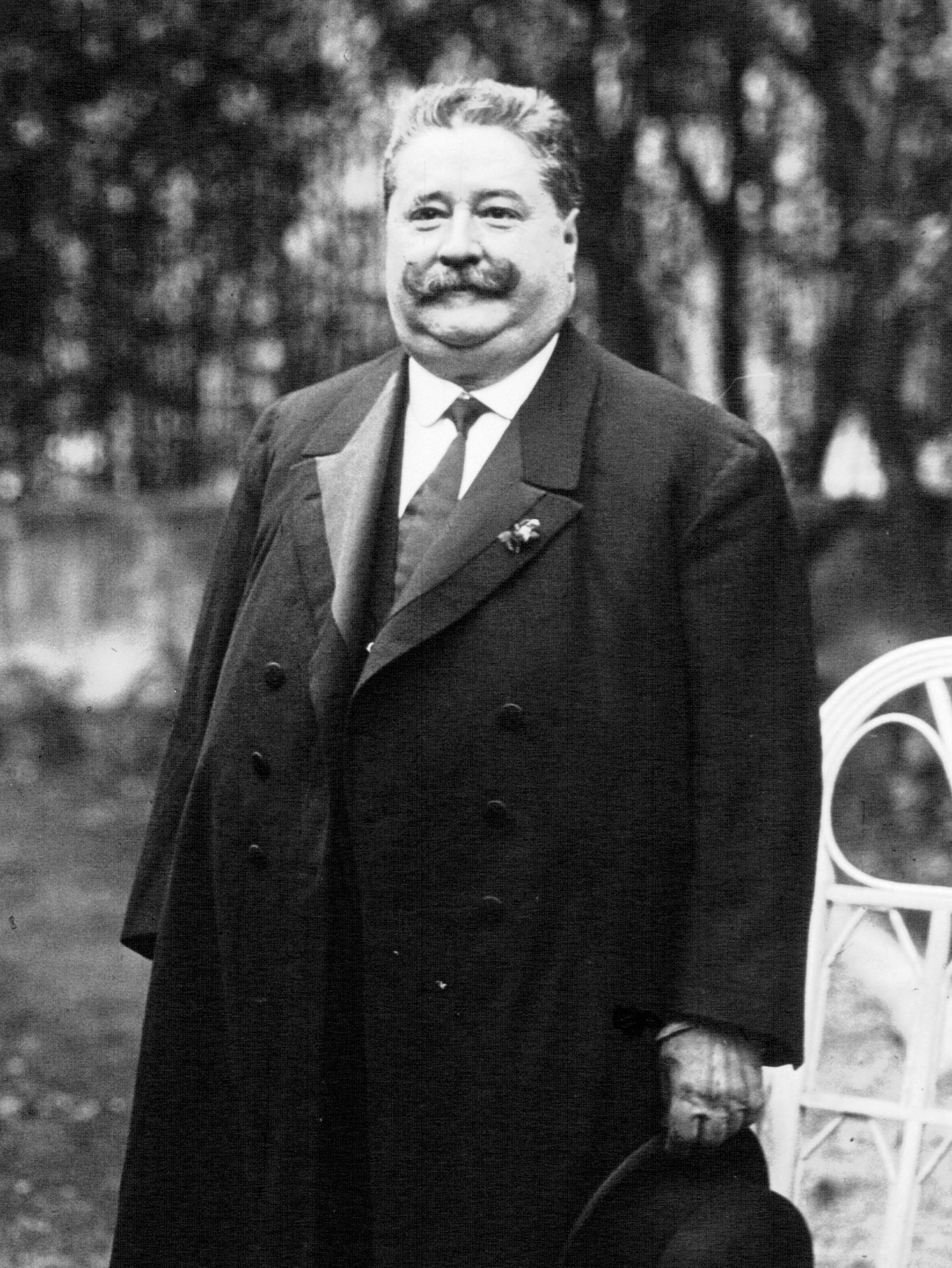
Il sindaco di Torino Teofilo Rossi di Montelera, cui si deve la costruzione della nuova sede del Circolo Eridano nel 1914

### Il sodalizio con il Circolo degli Artisti
Dopo quasi trent'anni di attività e la cessazione del sodalizio con l'Accademia Filarmonica, il 6 agosto 1896 il Circolo Eridano venne rilevato dal Circolo degli Artisti di Torino, che ne fece sede alternativa di mostre, banchetti e scenografiche feste sul Po, a partire da quella del 12 settembre 1896 che si svolse su una zattera galleggiante ormeggiata sul fiume, un rituale che divenne costante e caratteristico dei primi tempi di attività del Circolo Eridano.
Nel corso degli ultimi anni dell'Ottocento il circolo ampliò la propria attività sportiva, diversificandola e affiancando alla tradizionale attività di canottaggio e canoa anche l'organizzazione di gare di nuoto, di atletica e tornei di bocce. Il sodalizio con il Circolo degli Artisti, che prosegue fruttuosamente tuttora, fece del Circolo Eridano la meta preferita di molti artisti e intellettuali torinesi, tra cui spicca il nome del conte Edoardo Scarampi di Villanova, che fu anche il primo presidente del Rowing Club Italiano.
Nel 1911 al Circolo Eridano, alla vicina Reale Società Canottieri Cerea e agli altri circoli remieri torinesi sorti successivamente, tra cui la Società Canottieri Armida e il Circolo Canottieri Caprera, venne intimato lo sfratto dalle loro sedi site sulla sponda sinistra del Po a causa degli imminenti lavori per l'Esposizione Internazionale del 1911. Tutti i circoli remieri, non senza un malcontento piuttosto diffuso, dovettero trasferirsi sulla sponda destra del fiume in nuove sedi provvisorie che il comune concesse di costruire e che finanziò in parte. Mentre le sedi in muratura della Reale Società Canottieri Cerea e della Società Canottieri Armida vennero mantenute e tornarono a ospitare la storica attività sportiva al termine dello storico evento espositivo, la pagoda ottagonale del Circolo Eridano venne irremediabilmente abbattuta.

### Lo spostamento e la nuova sede
Malgrado ciò, lo spostamento sulla sponda opposta spinse il Circolo Eridano verso un nuovo processo di rinnovamento che culminò con la realizzazione dell'attuale sede a spese della municipalità cittadina presso l'area dell'allora Barriera di Piacenza, costruita nel 1914 su progetto dell'architetto Giuseppe Velati Bellini, artefice del caratteristico châlet dalle forme tardo liberty tipiche dell'epoca. I lavori presso la nuova sede raggiunsero un costo complessivo di 25.000 lire, finanziati interamente dal Comune di Torino per volere del sindaco, nonché membro del Circolo degli Artisti, Teofilo Rossi di Montelera e vennero completati nel 1919 con la decorazione e l'allestimento degli ambienti interni affidata al pittore Giuseppe Bozzalla e allo scultore Giovanni Riva.
Con l'acquisizione della nuova sede, che sorge sull'area che ospitò il padiglione della Francia durante l'Esposizione Internazionale del 1911, e la presenza di maggiori spazi verdi a disposizione, il Circolo Eridano ebbe modo di diversificare ulteriormente l'offerta della propria attività sportiva dotandosi di nuovi campi da bocce e da tennis, oltre a un nuovo pontile e al grande hangar per il ricovero delle numerose imbarcazioni. Nella nuova sede l'attività del Circolo Eridano crebbe, tanto da vedere l'istituzione di nuove competizioni, la più famosa delle quali fu il Trofeo Eridano, che venne disputato annualmente come sfida remiera fra tutte le società sportive del Po dal 1922 al 1950.

### L’asilo di guerra
Il 18 giugno 1915, allo scoppiare della prima guerra mondiale, il direttivo del Circolo Eridano votò a favore per ospitare nei nuovi locali i figli dei militari richiamati al fronte. Seppur la struttura non fosse ancora inaugurata e in fase di allestimento, fu tuttavia in grado di ospitare circa una decina di bambini, offrendo un apprezzabile contributo sociale alla città.

### Dal secondo dopoguerra a oggi
A seguito della drammatica parentesi bellica della seconda guerra mondiale, che vide una drastica interruzione delle attività artistiche del Circolo Eridano, ma la sola sopravvivenza di quelle sportive, il circolo riprese la propria attività a pieno regime dal dopoguerra, quando l'edificio perse la sua originaria simmetria per realizzare l'ampliamento dell'ala sinistra con l'aggiunta di nuove sale e dell'ampia terrazza al piano superiore.
Dai primi anni sessanta del Novecento il Circolo Eridano si è dotato di un ristorante proprio e dal 1982 ai primi anni novanta la struttura è stata anche sede del CRAL SIP (e poi CRAL Telecom), la di cui azienda ha contribuito a una profonda ristrutturazione degli esterni e degli ambienti interni. Nel corso dei decenni il Circolo Eridano ha ospitato svariate competizioni sportive, ma anche numerose feste ed eventi ricreativi, manifestazioni teatrali amatoriali e rappresentazioni artistiche di varia natura. Nel corso degli anni il Circolo Eridano è stato sede di alcuni set cinematografici, l'ultimo dei quali, nell'estate 2006, ha ospitato le riprese di alcuni episodi della serie televisiva La stagione dei delitti 2 con Barbara De Rossi e Cristina Moglia, prodotto da Rai Due.
Oggi il Circolo Eridano continua il suo sodalizio con il Circolo degli Artisti e continua a essere sede dell'associazione sportivo/culturale non a scopo di lucro. È dotato di campi da tennis, da bocce e di un imbarcadero per attività di canoa e canottaggio gestiti dai rispettivi gruppi, a cui occorre essere iscritti per il loro utilizzo. Oltre alla normale attività del ristorante Eridano 88, nelle altre sale si svolgono regolarmente mostre, proiezioni, conferenze, concerti, corsi di pittura su tela, su ceramica, corsi di yoga, danza, giardinaggio, attività per i ragazzi e per la terza età.

## Architettura

### Esterno
La struttura sorge sulla riva destra del Po ed è inserita nel contesto di verde pubblico comunale del Parco Caduti nei Lager Nazisti che costeggia corso Moncalieri, nell'area compresa tra il ponte Umberto I e il ponte Franco Balbis. L'edificio è uno dei pochi esemplari superstiti di châlet "alla svizzera", tipici del periodo tardo liberty torinese, nonché emblema della moda più ricorrente riguardo agli edifici dedicati al loisir della borghesia del tempo.
Alla palazzina, caratterizzata originariamente da una planimentria regolare e simmetrica, si accede scendendo una scalinata in pietra a doppia rampa che percorre il dislivello del giardino roccioso antistante. Essa è costituita da un corpo centrale a due piani con copertura a doppia falda e affiancato da due ali longitudinali scandite da coppie di finestre quadrangolari.
L'attuale asimmetria della struttura è dovuta al raddoppio postumo dell'ala sinistra che ospita la maggior parte dei locali a uso dei soci e che è sovrastata anch'essa da un'ampia terrazza di copertura delimitata dalla lunga balaustra verde; lo stesso colore è riproposto per le travature a vista, in contrasto con il rivestimento esterno giallo pallido.
L'accesso principale è caratterizzato da un portale tripartito che in origine costituiva una sorta di pronao che precedeva il portale d'ingresso posto all'interno. Dalla fine degli anni settanta l'ingresso è caratterizzato dalle vetrate brunite che sono state collocate in corrispondenza dei tre fòrnici ed è sormontato da una balconata d'onore, sulla cui facciata superiore si può notare lo stemma monocromatico del Circolo degli Artisti realizzato a graffito nel 1919.
Il prospetto opposto affacciato sul fiume è dominato dalla grande terrazza panoramica a uso del ristorante, preceduta da un portico semicircolare con sei colonnine realizzato interamente in legno dipinto e con capriate a vista. Una coppia di scalinate semicircolari che affiancano la terrazza quadrangolare conducono al piano fluviale, dove trovano luogo la banchina che precede il molo galleggiante raggiungibile percorrendo un'ultima gradinata che termina a filo dell'acqua, con accanto un pregevole argano in ferro battuto coevo dell'edificio; dalla banchina si può anche accedere all'hangar per il ricovero delle imbarcazioni.
L'area verde circostante è piantumata con esemplari di ippocastani, platani e altri alberi secolari che contornano lo spazio dedicato ai tre campi da tennis, ai due campi da bocce, all'area boschiva e al parcheggio ombreggiato da cui si accede tramite un cancello carrabile. All'interno del vasto giardino è presente anche una statua di Nettuno in litocemento, unico elemento superstite dell'apparato decorativo relativo al padiglione della Francia dell'Esposizione Internazionale del 1911 che sorgeva sull'area.

### Interni
A seguito dell'ultima ristrutturazione dei primi anni ottanta del Novecento i locali sono stati fortemente rimaneggiati, tuttavia sono stati preservati i dettagli più preziosi come l'ampio salone quadrangolare di circa cento metri quadri affacciato sulla terrazza che conserva ancora i serramenti originali, il pavimento a parquet e dove si può ammirare la volta a pagoda scandita da trentasei lesene in gesso, opera dello scultore Giovanni Riva, inserite alla base delle travature bianche a vista, nonché l'affresco di Giuseppe Bozzalla nella lunetta che sovrasta il portale d'accesso principale e che raffigura il vascello degli Argonauti in navigazione. Uno dei pochi arredi superstiti presenti negli ambienti del piano terra è un pianoforte Steinway & Sons gran coda.
Le due ali laterali ospitano svariati locali, tra cui: le cucine del ristorante, locali tecnici, bagni, un salotto a disposizione dei soci, una sala riunioni e un piccolo ufficio adibito a segreteria. Il piano interrato è a esclusivo uso dei soci, con accesso agli appositi spogliatoi, all'area palestra e all'ampio hangar per il ricovero delle imbarcazioni, da cui si accede anche dalla banchina esterna.

### Fonti
1. 1 2 3 4  D. Mabellini, E. Petrosino, 2014, p. 24.
2. 1 2 3 4 5 6 7   circoloeridano.it,  https://www.circoloeridano.it.
3. ↑  D. Mabellini, E. Petrosino, 2014, p. 21.
4. ↑  D. Mabellini, E. Petrosino, 2014, p. 24 e p. 70.
5. ↑  D. Mabellini, E. Petrosino, 2014, p. 25.
6. ↑  D. Mabellini, E. Petrosino, 2014, p. 48.
7. ↑  D. Mabellini, E. Petrosino, 2014, p. 31.
8. 1 2  AA. VV., Firenze.
9. 1 2 3 4  D. Mabellini, E. Petrosino, 2014, pp. 53-54.
10. ↑  D. Mabellini, E. Petrosino, 2014, p. 55.
11. ↑  D. Mabellini, E. Petrosino, 2014, p. 87.